# جوي (مسلسل)
جُوي (بالإنجليزية: Joey)‏ هو مسلسل أمريكي كوميدي الموقف نجمه مات ليبلانك، والذي أعاد إحياء شخصيته جوي ترابياني في المسلسل الكوميدي فريندز. عُرض للمرة الأولى على هيئة الإذاعة الوطنية في 9 سبتمبر 2004، في موعد عرض مسلسله الأب، في يوم الخميس عن الساعة 8:00 مساءً. في منتصف الموسم الثاني، تم قطع بث المسلسل بواسطة هيئة الإذاعة الوطنية ولكنه عاد في 7 مارس 2006 في توقيت جديد يوم الثلاثاء عند الساعة 8:30 مساءً. حلقة «جولي وقتال كرة الثلج»، عُرضت في يوم الثلاثاء عن الساعة 8:30 مساءً، لكنها سُحبت بواسطة هيئة الإذاعة الوطنية عندما استبدلت بتقييم أمريكان آيدول. ألغت هيئة الإذاعة الوطنية المسلسل في مايو 2006 ولم تعرض بقية الحلقات.

## الشخصيات الرئيسية
- مات ليبلانك في دور جوي ترابياني الذي انتقل من نيويورك إلى لوس أنجليس للعمل الوظيفي.
- باولو كوستنزو في دور ابن أخت جوي، مايكل ترابياني الذي يبجل مقدرة خاله على مواعدة النساء، بعكسه.
- دريا دي ماتو في دور أخت جوي الكبرى الجذابة، جينا ترابياني، المزاجية المنحلة. كانت لسنوات، تخبر مايكل أنها أنجبته في سن 22 بدلا من 16. في البداية، كانت تعمل في مصفف شعر، وفي الموسم الثاني تعمل كسكرتيرة لوكيلة جوي، بابي. في الموسم الثاني تواعد والد مايكل مرة أخرى وتتزوجه.

## وصلات خارجية
- جوي على موقع IMDb (الإنجليزية)
- جوي على موقع ميتاكريتيك (الإنجليزية)
- جوي على موقع روتن توميتوز (الإنجليزية)
- جوي على موقع فيلمافينيتي (الإسبانية)
- جوي على موقع كينوبويسك (الروسية)
- جوي على موقع ألو سيني (الفرنسية)
- جوي على موقع قاعدة بيانات الفيلم (الإنجليزية)
- جوي في إنترنت موفي داتابيز.
- جوي في تي في.كوم.